# 151P/Helin
151P/Helin – kometa krótkookresowa, należąca do rodziny Jowisza. 

## Odkrycie
Kometa została odkryta 24 sierpnia 1987 roku w Obserwatorium Palomar. Jej odkrywcą była Eleanor Helin.

## Orbita komety i właściwości fizyczne
Orbita komety 151P/Helin ma kształt elipsy o mimośrodzie 0,57. Jej peryhelium znajduje się w odległości 2,50 j.a., aphelium zaś 9,12 j.a. od Słońca. Jej okres obiegu wokół Słońca wynosi 14 lat, nachylenie do ekliptyki to wartość 4,74˚.
Jądro tej komety ma rozmiary 8,4 km.